# Руси (Италия)
Вижте пояснителната страница за други значения на Руси.
Ру̀си (на италиански: Russi, на местен диалект Ròss, Рос) е град и община в Северна Италия, провинция Равена, регион Емилия-Романя. Разположен е на 13 m надморска височина. Населението на града е 12 286 души (към 2010 г.).

## Побратимени градове
- Суордс, Република Ирландия